# Abbazia di San Benedetto (Albino)
L'abbazia di San Benedetto, conosciuta anche come abbazia di San Benedetto in Vallalta si trova nel territorio della frazione di Abbazia, nel comune di Albino, in provincia e diocesi di Bergamo.

## Storia

### Fondazione

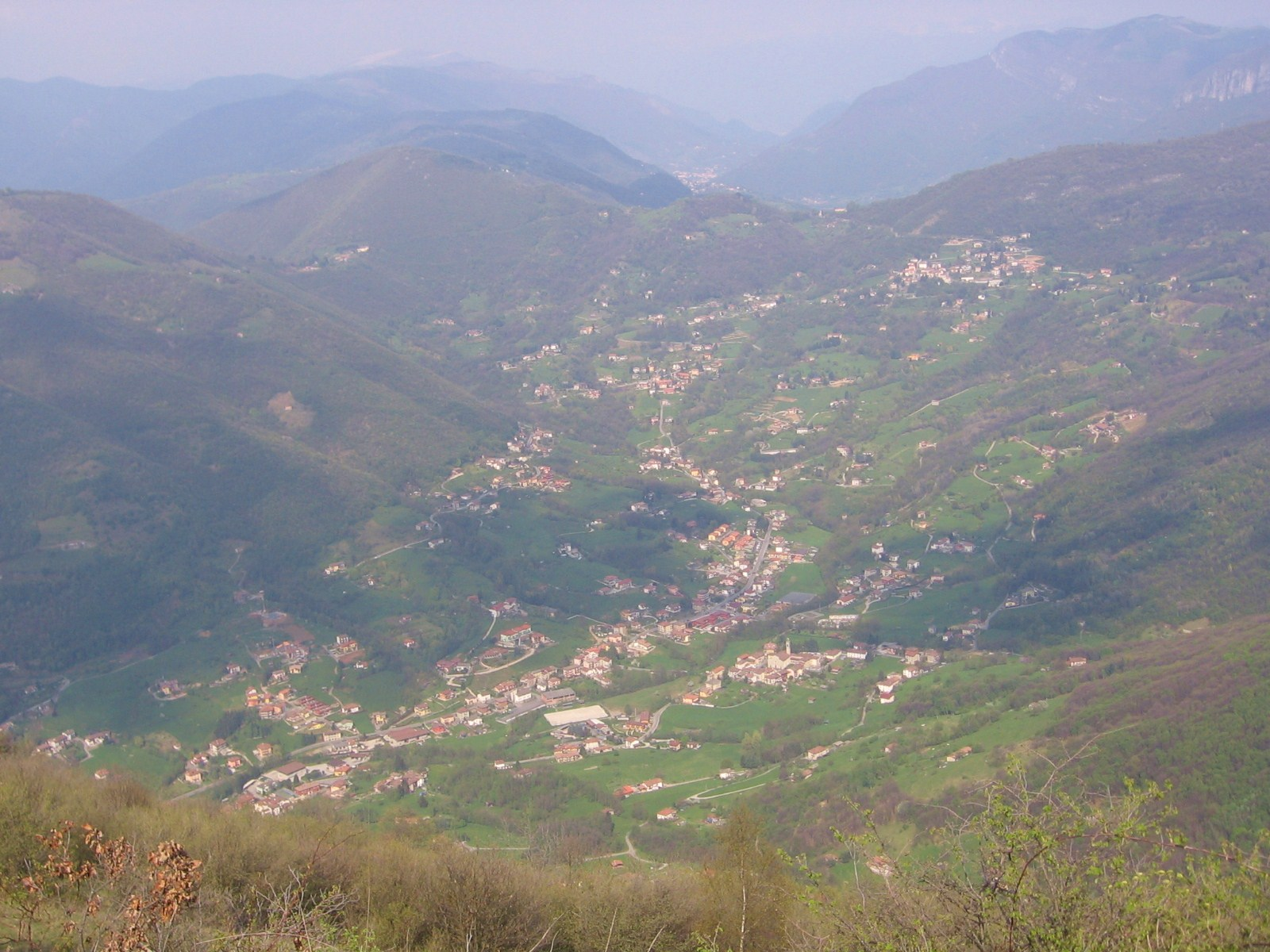
La valle del Lujo

Le origini dell'abbazia affondano le proprie radici nella prima parte del XII secolo. In quegli anni la zona della valle del Lujo, fatta eccezione per il nucleo di Casale, era praticamente priva di centri abitati e veniva descritta come zona ricoperta da "boscaglia fitta e scura". Come riportato nella cartina dei nuclei storici anteriori all'anno 1000, stilata da Elia Fornoni e riportata da Bortolo Belotti nella Storia di Bergamo e dei bergamaschi, non è fatta alcuna menzione di centri abitati in tutta la valle del Luio.
Le terre della valle poste a Sud del torrente Lujo, formalmente di proprietà del Sacro Romano Impero, vennero concesse in gestione dall'imperatore al vescovo di Bergamo. Quest'ultima autorità, nella persona di Gregorio, vi volle istituire un monastero al fine di poter valorizzare terreni altrimenti senza alcuna rendita.
Dopo aver avuto l'approvazione del papa Innocenzo II, il 24 febbraio 1135 si disponeva l'inizio della costruzione del monastero che durò circa un anno, dal momento che l'atto di fondazione è datato aprile 1136. Il breve tempo impiegato per la realizzazione, considerando l'epoca in cui sorse, il luogo selvaggio e le difficoltà finanziarie, fanno pensare che agli inizi doveva trattarsi di una costruzione povera e di piccole dimensioni.
La congregazione che vi si stanziò non era iscritta a nessun'associazione ma poteva essere definita di benedettini tradizionali. 
Il complesso monastico venne quindi nominato come San Benedetto in Vallalta, essendo in quel tempo la valle del Lujo identificata come Vallalta, per via della sua posizione elevata rispetto alla val Seriana.
Il primo rettore provvisorio fu Ansuino o Ansoino, al quale il vescovo Gregorio ordina di pregare e far pregare per lui, per tutto il clero e la chiesa bergamasca.  Il primo abate regolare fu invece Oprando.
L'abbazia era dotata di potere signorile autonomo dall'autorità del vescovo, anche se formalmente rimaneva a esso legata da vincoli quali la nomina degli abati e la consegna annuale di dodici libbre di cera, da consegnarsi nel giorno del sabato santo. Nel mese di Maggio del 1336 fu concessa ai frati la cappella di San Salvatore di Bergamo con i diritti su tutti i suoi possedimenti.
Questa subordinazione vescovile esclude la convinzione, dovuta principalmente a una falsa leggenda perorata per secoli dalla storiografia locale, secondo la quale l'abbazia appartenesse all'ordine cistercense. 

#### Possedimenti
I terreni di competenza dell'abbazia di San Benedetto in Vallalta comprendevano tutta la parte meridionale della valle del Lujo, ovvero la porzione compresa tra il torrente omonimo ed il crinale del monte Misma, con l'aggiunta del piccolo borgo di Casale, posto in posizione elevata nei pressi del Colle Gallo ed unico nucleo abitato prima della fondazione dell'abbazia stessa.
Il territorio era delimitato ad Est dallo spartiacque con la val Cavallina e quindi dai comuni di Gaverina, Vigano, Mologno e Terzo, mentre a Sud dal monte Pelsino, propaggine occidentale del monte Misma, e dalla località Valotella, che segnavano il confine con i comuni di Trescore e Casco. A ovest i limiti erano dati dalla valle Mismasca e dalla piccola valletta presso Grumello Roncarico, che segnavano la divisione dal comune Maggiore di Albino, mentre a Nord dalla strada che saliva al monte Altino, posto sull'opposto versante orografico della valle.
Oltre a questi possedimenti “diretti”, l'abbazia ebbe in affidamento anche un pascolo di circa cinque chilometri quadrati posto a un'altezza compresa tra i 1.000 ed i 2.000 m s.l.m. sulle pendici del monte Armentarga, nel comune di Carona in alta val Brembana, nonché le cappelle di San Salvatore a Bergamo e di Santa Maria in campagna poi Santa Maria del Sasso in comune di Cortenuova provincia di Bergamo con i relativi patrimoni, le chiese di San Giorgio in Teze e di San Damiano in Nazano, poste nelle vicinanze della città di Brescia, beni presso i paesi di Chiari ed Orzivecchi e terreni a Telgate, Martinengo e Zandobbio.
Inoltre ricevette la potestà sull'Abbazia di San Lorenzo all'Adige presso Trento, con lo scopo di riformarla.
Nel mese di maggio del 1138 la bolla pontificia di papa Innocenzo II confermò ogni donazione fatta dal vescovo alla comunità di monastero di San Benedetto.

### Sviluppo

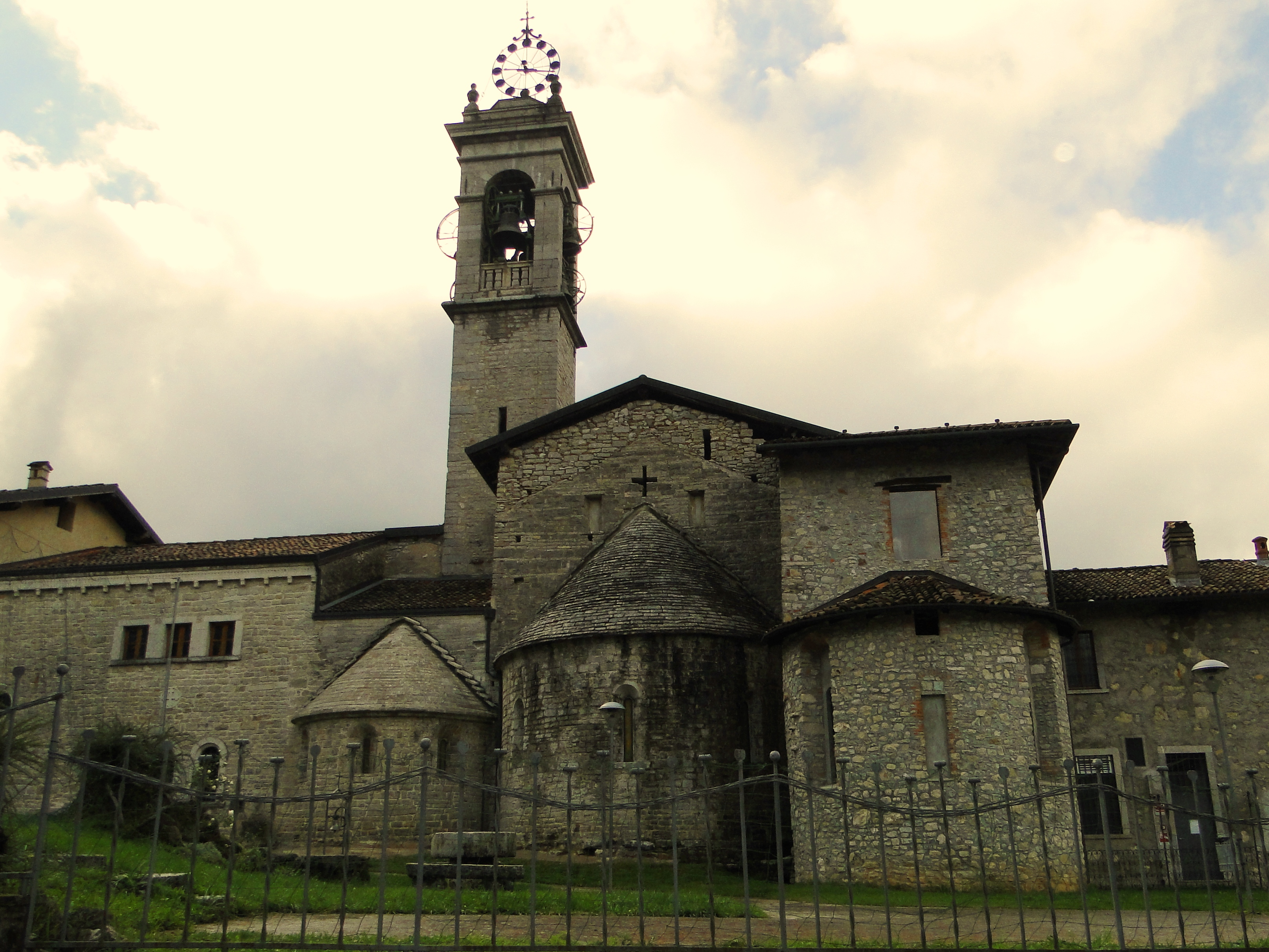
Vista del retro della struttura

Pochi anni dopo la fondazione, per l'abbazia cominciarono ad affiorare i primi problemi legati al possesso dei terreni ed al relativo utilizzo. A tal riguardo il vescovo nel 1141 incluse nei possedimenti anche gli appezzamenti di Grumello Roncarico e di Prato Maggiore (Premaioni), al fine di rafforzarne i domini.
I primi screzi documentati arrivarono nel 1173, quando Beltramo Ficieni, signore del paese di Terzo, entrò in contrasto per il possesso delle terre dell'Abbazia poste presso Casale, Gavazuolo e Cereto, in quanto lavorate da contadini residenti nel borgo di Piano, posto nei domini del Ficieni stesso. La questione fu risolta l'anno successivo grazie all'intervento del vescovo, il quale agì affinché i signori di Terzo donassero all'Abbazia la comunità di Piano, di modo che gli abitanti, che con il loro lavoro nei campi presso Casale garantivano la sussistenza all'abbazia stessa, facessero riferimento a un'unica autorità.
Difatti, per favorire lo sfruttamento delle proprie terre, l'Abbazia aveva favorito l'arrivo di contadini dai paesi vicini, su tutti Piano e Gaverina, mantenendo con essi un rapporto di reciproca collaborazione. Questo è testimoniato anche dall'accordo, testimoniato da un documento del 1173, con il quale l'abbazia affidò agli abitanti di Gaverina il bosco presso Fellongo (da Faeto Longo), nel quale questi potevano creare prati o coltivazioni ma non costruire case, con l'obbligo però di lasciare libero accesso agli altri contadini dell'abbazia.
I buoni rapporti con gli abitanti dei due paesi della val Cavallina venne confermato dalla concessione di parziale autonomia al borgo di Piano, sfociata nel 1210 in vera e propria indipendenza amministrativa. Per contro il paese avrebbe dovuto versare all'abbazia una tassa annua in denaro, consuetudine mantenuta fino alla fine del XII secolo.

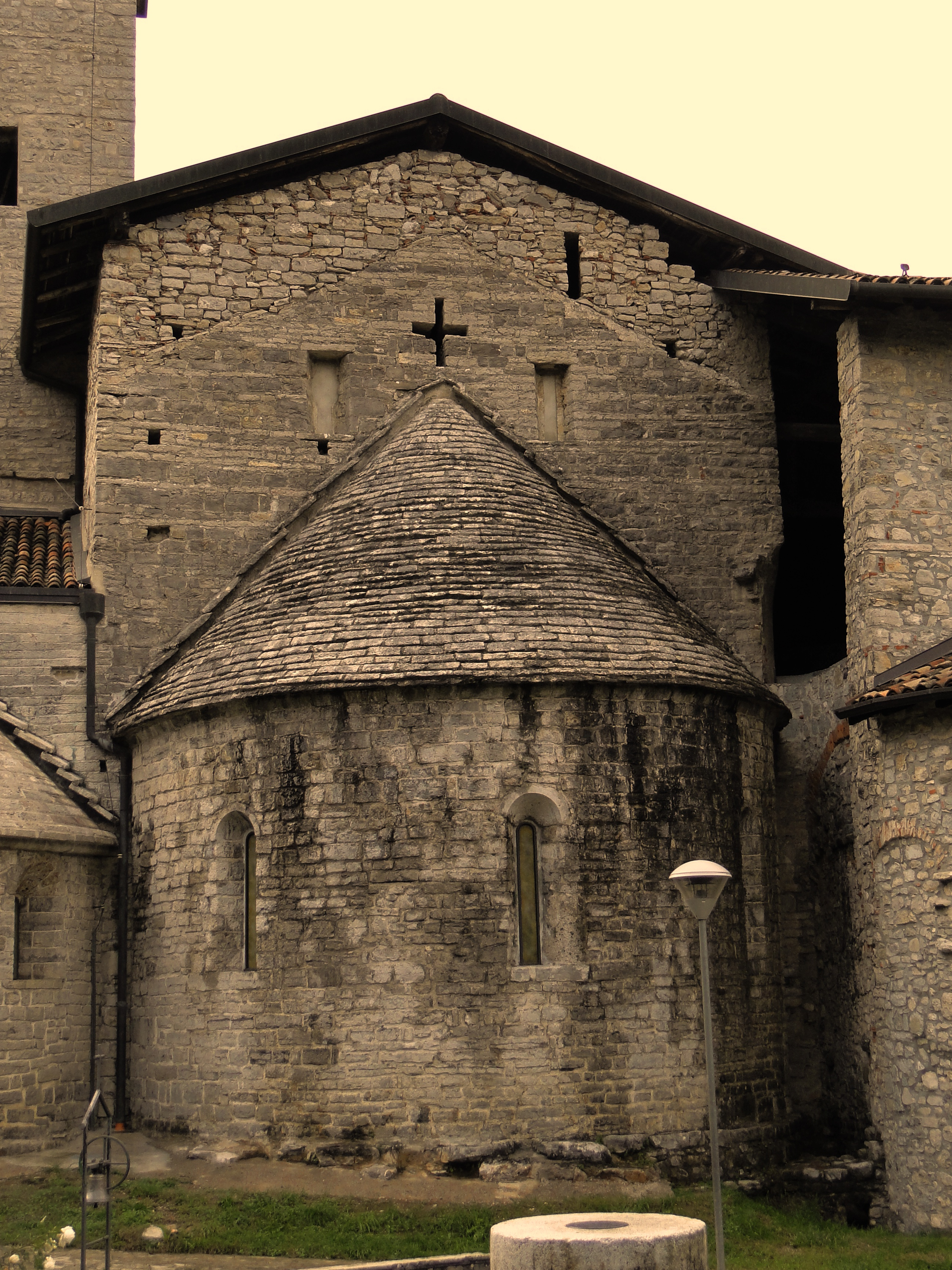
Dettaglio dell'abside centrale

Altri problemi si verificarono nel 1246 e nel 1291 con Trescore, per il possesso di boschi di Valotella, ma anche, e soprattutto, dalla parte opposta dei possedimenti, dove appartenenti alla famiglia dei Capitani di Cene, signori del comune di Cene-Vall'Alta, si appropriarono indebitamente dei terreni di Grumel longo, Felgoso, posti a valle della strada di Altino, e Prato Maggiore. 
In questo ambito l'abate Giovanni da Albara si distinse per la fermezza con cui difese i beni monastici. 
I confini vennero quindi ridefiniti nel 1234 mediante la calcazione dei due comuni, nella quale l'appezzamento di Prato Maggiore rimase di competenza dell'abbazia, mentre gli altri due vennero concessi agli usurpatori.
Le terre usurpate vennero riacquistate nei successivi cinquant'anni, anche se de facto rimasero sempre legate al comune di Cene-Vall'Alta. Stessa situazione anche per Grumelduro, località alla quale venne concessa parziale autonomia mediante gli atti di emancipazione del 1201, ma anch'essa legata al comune vicino.
In quegli anni il patrimonio principale dell'abbazia era dato dalle cinque aziende agricole, con cui i rapporti cominciarono a essere gestiti da contratti scritti in luogo delle consuetudini orali, presenti sul suo territorio: Gavazuolo e Casale, dove erano presenti castagneti e vitigni, Felgoso, Torchio e Prato Maggiore in cui si coltivavano cereali (frumento, segale, panìco e miglio).
Era inoltre presente un mulino in valle Mismasca con un laghetto per l'allevamento del pesce.
Nel 1260, all'inizio dell'età comunale, l'abbazia si vide revocare dalla curia vescovile i poteri di carattere signorile, restando tuttavia titolare dei diritti di esazione.
A rimarcare la sottomissione al potere vescovile vi fu la normativa emanata dalla città di Bergamo nel 1356 secondo la quale ogni comune avrebbe dovuto provvedere a verificare la reale collocazione dei propri confini: per l'abbazia fu emanato un privilegio vescovile nel quale ne venivano ribaditi i limiti territoriali.
In quegli anni nei paesi vicini imperversavano le lotte fratricide tra le fazioni guelfe e ghibelline, mentre nel territorio dell'abbazia molto limitati furono i casi di scontri o danneggiamenti: si ha notizia soltanto di un incendio appiccato nel 1393 a case e granai dei contadini presso Prato Maggiore.

### Decadenza e la soppressione

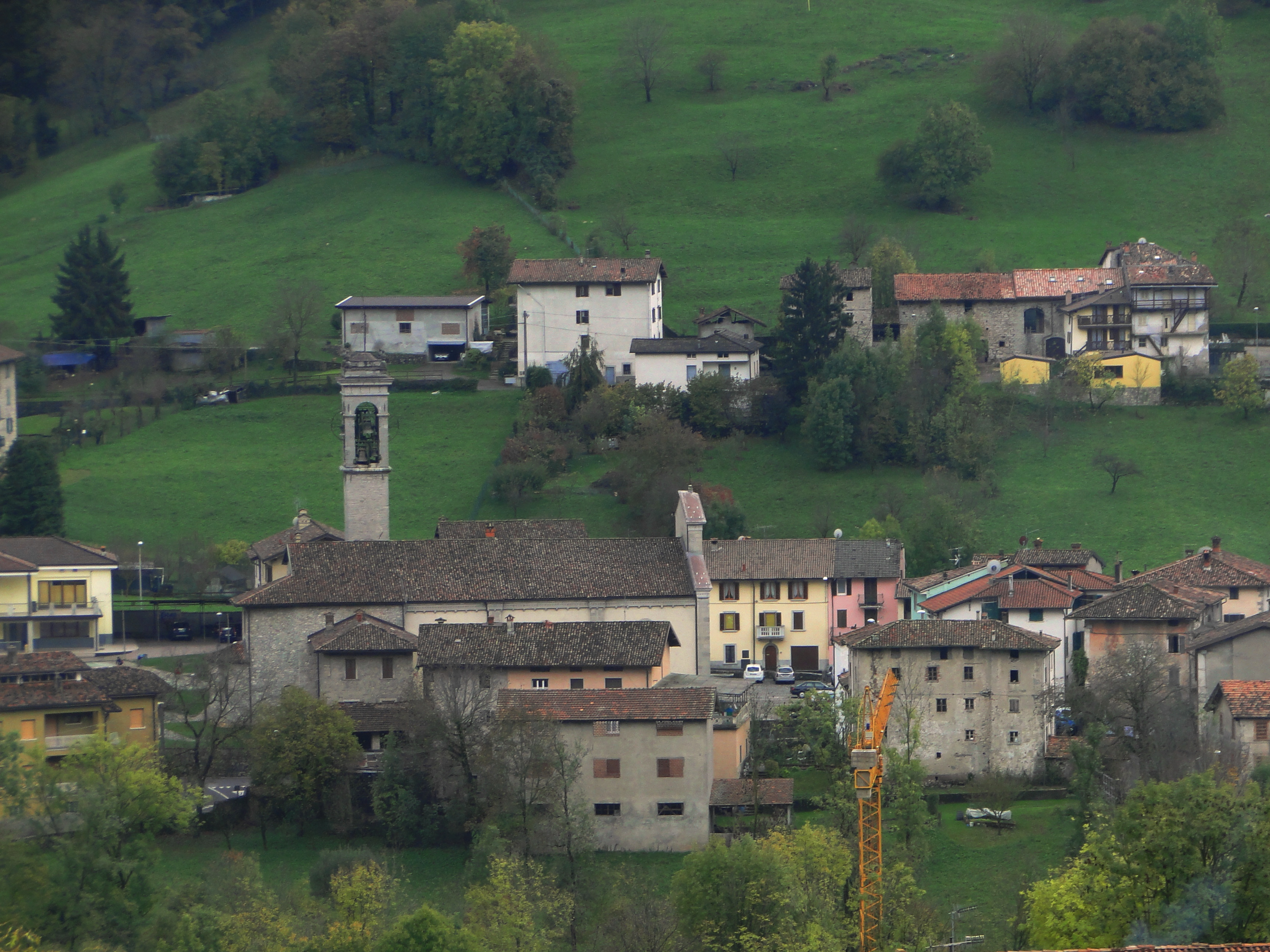
Abbazia di san Benedetto e nucleo abitativo limitrofo

Nella seconda metà del XIV secolo si cominciarono ad avvertire le prime avvisaglie di quella che fu l'inizio della decadenza dell'intera abbazia. Già nel 1353 in essa erano presenti solo quattro monaci, scesi a due verso la fine del secolo.
A questo si aggiunsero anche le spinte autonomistiche di Casale con Gavazuolo, in cui si trovavano le terre da cui arrivavano gran parte delle entrate finanziarie dell'abbazia, che negli Statuti della città di Bergamo del 1391 compaiono già raggruppate in comune autonomo, aggregato in seguito a Gaverina.
Ma la spinta decisiva arrivò dalle difficili condizioni economiche a cui l'abbazia dovette far fronte. Le motivazioni sono da ricercarsi sia nell'insolvenza di alcuni affittuari, sia nella continua richiesta di prestiti di denaro contante che, a partire dal 1334 gli abati cominciarono a richiedere a ricchi laici in cambio di tassi elevati o della cessione dei diritti dei canoni di affitto delle terre per uno o più anni. Questa pratica, adottata in modo sempre più massiccio, portò alla sospensione dell'abate Giovanni de Castello, decisa nel 1355 da Papa Innocenzo VI per “sperpero del patrimonio”.

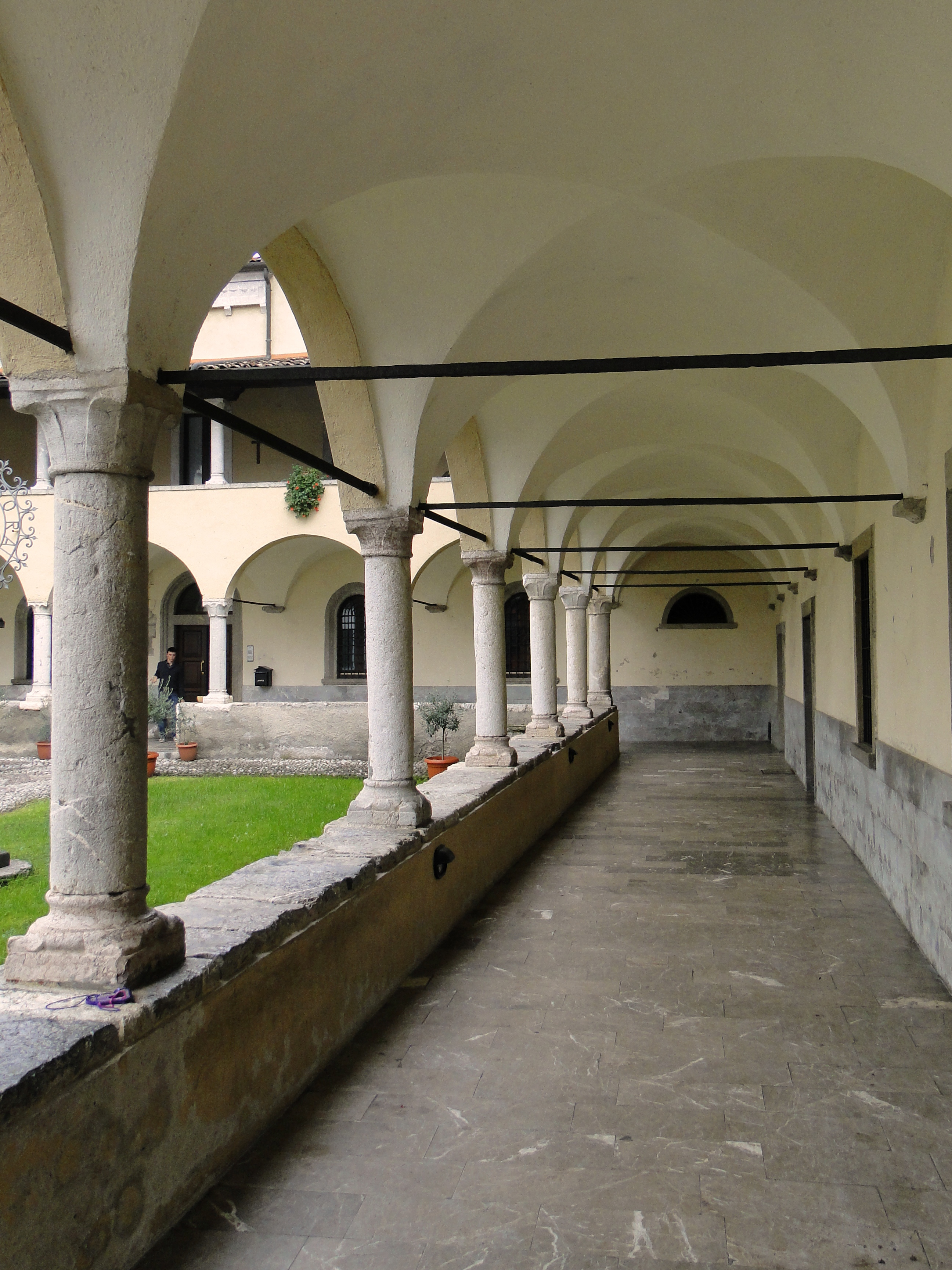
Dettaglio del chiostro

Nonostante la decisione pontificia di incaricare il priore della vicina abbazia di San Paolo d'Argon di recuperare i beni, il precedente abate si appellò alla Santa Sede con numerosi ricorsi, rimanendo in carica fino alla sua morte.
Il suo posto venne quindi preso da Giovanni dei Capitani di Arcene, il quale continuò la politica dei prestiti rivolgendosi più volte alla potente famiglia dei Suardi. Il legame tra l'abbazia e la famiglia, che vantava numerosi possedimenti nella vicina val Cavallina, si rafforzò notevolmente, tanto che due esponenti della stessa, tra cui Lanfranco Suardi, vennero sepolti in una cappella laterale della chiesa di San Benedetto.
L'insostenibile situazione economica obbligò l'abate a rimettere la carica ai delegati del Papa che, esautorando de facto il vescovo, nominarono direttamente un nuovo responsabile del monastero, nella persona di Manfredo della Croce. Questo, forte dell'amicizia instaurata con il Signore di Milano Giovanni Maria Visconti, nel 1404 venne trasferito al cenobio di Sant'Ambrogio a Milano.
Con due monaci ed un solo converso presenti presso la sede, i legati di papa Gregorio XII elessero Antonio da Clivate, che fu l'ultimo abate regolare di Vallalta: tra le sue iniziative vi fu il tentativo di far subentrare un'altra congregazione (francescana o domenicana) alla ricerca di elementi che potessero rivitalizzare l'abbazia. Alla sua morte, avvenuta nel 1437, la Santa Sede passò in commenda l'abbazia: questa sarebbe stata retta da un alto prelato che, nominato direttamente dal papa, non si sarebbe mosso dalla propria sede. Questi avrebbe goduto dei possedimenti e avrebbe dovuto provvedere a delegare un sacerdote per espletare le funzioni religiose.

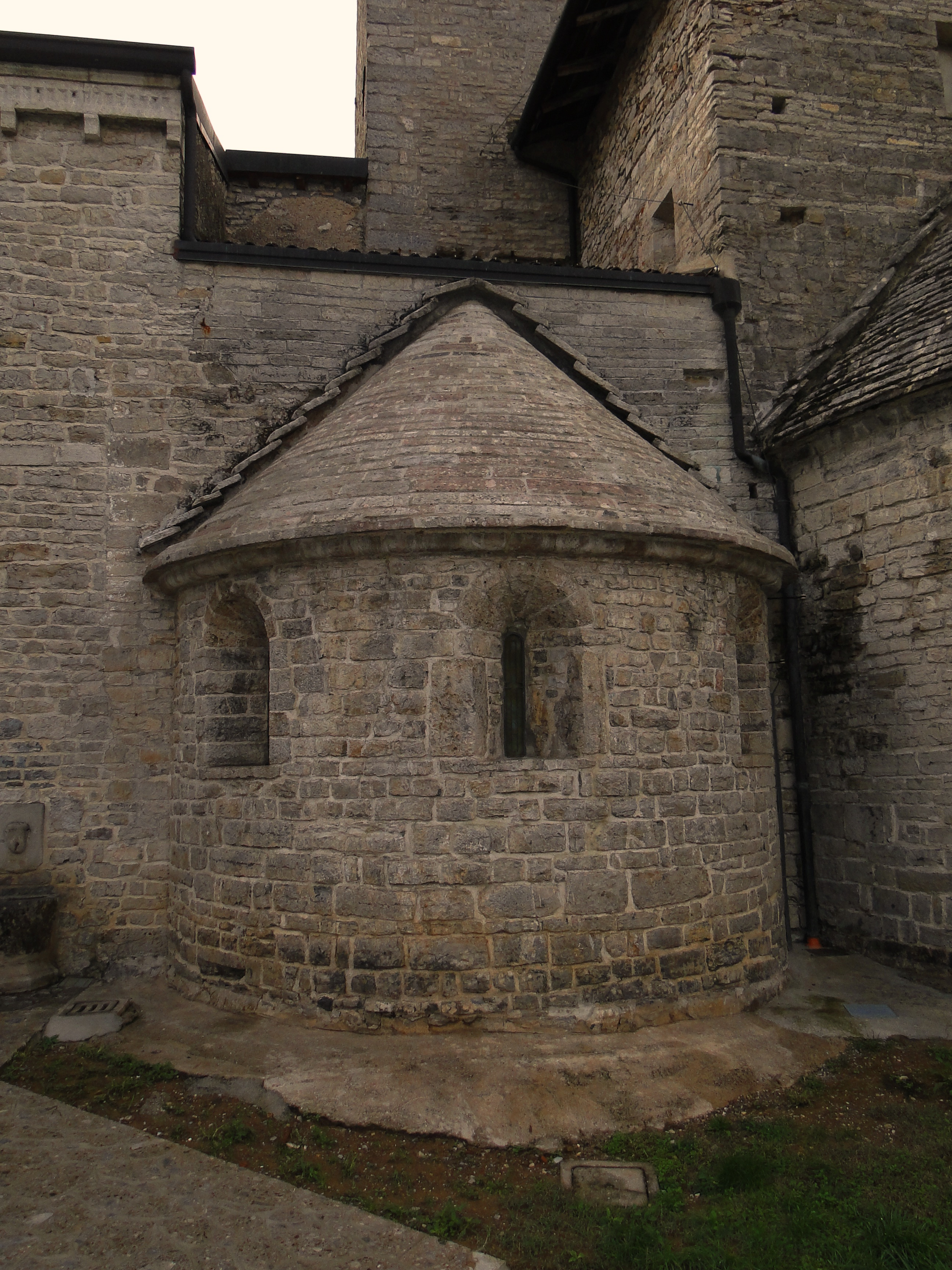
Dettaglio dell'abside di destra

Nel 1462 vi fu l'ultimo tentativo, andato a vuoto, di eleggere un abate regolare, mentre nel 1470 avvenne una riorganizzazione fondiaria. I territori dell'abbazia, nonostante fossero in commenda, rimasero separati sia dai paesi della val Cavallina che dal comune maggiore di Albino, e vennero posti sotto il controllo diretto della Sede Apostolica.
Questa condizione venne rafforzata nella seconda metà del XVI secolo quando i commendatari erano potenti cardinali romani, tanto che per la Repubblica di Venezia, che possedeva tutte le terre limitrofe, questa zona pareva non esistere.
A tal riguardo, nell'accuratissima relazione dei territori bergamaschi operata nel 1596 dal capitano veneto Giovanni Da Lezze, questa parte della valle del Lujo non viene mai menzionata.
Per oltre un secolo dopo l'istituzione della commenda nel monastero fu presente un solo monaco, finché nel 1550 morì Alberto Moroni, l'ultimo religioso della storia dell'abbazia.
La storia dell'abbazia si trascinò fino al 1789 quando morì Giovanni Cornaro, l'ultimo cardinale commendatario. Dopo un ultimo tentativo del vescovo di Bergamo, Giovanni Paolo Dolfin, di ritornare in possesso dei beni che un tempo erano di competenza della sua autorità, il 2 aprile di quell'anno la Repubblica di Venezia inglobò il monastero sotto il suo controllo, mettendolo successivamente all'asta. Il 12 giugno 1793 l'abbazia e tutti i suoi possedimenti (tranne quelli posti sul monte Armentarga) venne comprata all'asta di Venezia dal conte Gerolamo Fogaccia di Bergamo per 70.806 ducati.
Sul finire del Settecento, l'originario campanile venne demolito e sostituito dall'attuale.
In seguito, il 29 marzo 1808, il complesso monastico fu riacquistato dalla popolazione di Abbazia dal conte Fogaccia per l'istituzione della nuova parrocchia di San Benedetto in Abbazia che avvenne nell'anno 1831.

## Congregazione
- Oprando (1136-1170)
- Israele I (1173-1199)
- Giovanni de Albara (1206-1210)
- Lanfranco (1222-1234)
- Israele II da Trescore (1239-1258)
- Aiardo Vescovi (1260-1305)
- Bruno Vescovi (1306-1329)
- Giovanni de Castello (1333-1369)
- Giovanni dei Capitani di Arcene (1369-1391)
- Manfredo della Croce (1391-1408)
- Antonio de Clivate (1408-1433)

La congregazione, dedita all'ordine benedettino, era presieduta da un abate al quale erano affidate sia le decisioni che la gestione dell'abbazia a livello amministrativo ed economico. Supplente dell'abate era il priore, supportato da un cellario che esercitava le funzioni di economo per quanto riguardava la riscossione delle decime e la gestione dei beni. Le questioni giuridiche erano seguite da un avvocato che nei primi anni era un laico esterno al monastero, ruolo poi rivestito da un monaco, mentre le funzioni agricole ed artigianali erano invece ad appannaggio dei famigli, laici ai quali era concesso di lavorare per l'abbazia. In ultimo vi erano i conversi, confratelli incaricati delle pratiche manuali (specialmente nel lavoro delle terre non date in affitto), di servire alla chiesa e ai religiosi negli uffici minori.
Il numero totale dei religiosi non fu mai troppo elevato, dal momento che, nel momento di maggior vigore, l'abbazia poté contare al massimo su dieci monaci e sedici conversi.

## Struttura

### Chiesa di San Benedetto

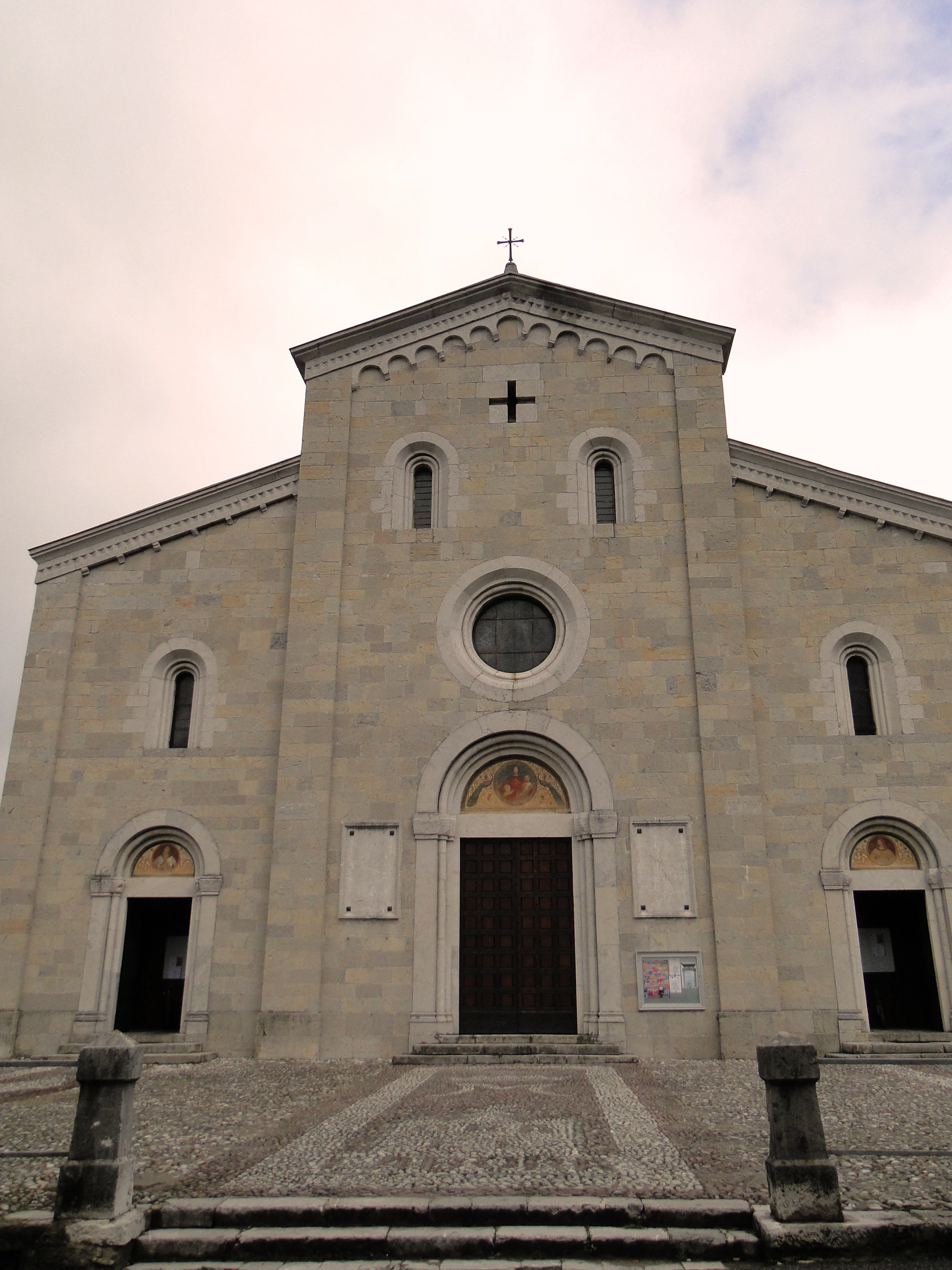
La chiesa di San Benedetto

Interno della Chiesa di San Benedetto

La chiesa, dedicata alla figura di san Benedetto, risale alla prima parte del XII secolo. Dai documenti dell'abbazia si presume che la chiesa fosse già terminata nel 1136, anno in cui venne istituita l'abbazia.
La chiesa, dalle linee sobrie con pareti nude in pietra senza decorazioni scultoree, era composta di una sola navata con pareti di pietra viva e grandi pilastri, interamente ricoperta a tetto a due spioventi sostenuto da travature lignee a vista. L'altare era collocato in un'abside semicircolare nel quale si aprivano tre piccole aperture a feritoia.
Il 24 maggio 1142, il vescovo Gregorio, assistito da Manfredo Luggiaca vescovo di Brescia e da Giovanni vescovo di Lodi, consacrò solennemente il tempio, dedicandolo a DOM (Dio Ottimo Massimo) e a San Benedetto.
Dell'edificio originale sono rimaste soltanto due delle tre absidi e il transetto, poi suddiviso in tre vani comprendenti il coro al centro, la sagrestia nella parte destra e la cappella del Ss. Redentore in quella sinistra.
Nel XIII secolo, periodo di maggior sviluppo dell'abbazia, la chiesa venne interessata da una radicale ricostruzione, mentre nel 1330 vi fu collocato il monumento sepolcrale di Lanfranco Suardi ed un altro sarcofago di un membro della stessa famiglia.
Altre furono le modifiche fatte apportare all'edificio senza però modificarne la struttura: nel braccio meridionale del transetto fu ricavata una sagrestia da cui si poteva accedere all'edificio monastico.
La chiesa subì alcuni ampliamenti nel XVI secolo, quali la costruzione delle volte della navata centrale, la sistemazione delle absidi e la realizzazione della cappella dedicata al santissimo Redentore, ornata con affreschi e decorazioni.
L'interno della chiesa venne invece decorato nel 1633.
Con l'elevazione a parrocchia, avvenuta nel 1831, la chiesa venne rifatta in modo sostanziale.
Al termine dei lavori (1850), parte della vecchia struttura monastica era stata demolita per lasciare spazio alla nuova chiesa. Questa era più grande della precedente, con una pianta a tre navate scandite da due pilastri coperti da volte.
Alla fine del secolo le tombe dei Suardi vennero traslate nella villa di famiglia posta presso Trescore.
Nel 1910, su ordine delle Belle Arti, la chiesa venne restaurata riconducendo ogni cosa al tempo più primitivo possibile: vennero abbattute le case coloniche a ridosso del monastero, si ricostruì l'intera facciata portandola allo stile originale romanico e si ripristinarono le finestre e le coperture delle absidi. L'intervento fu opera di Elia Fornoni.
All'interno si trovano opere di buon pregio tra cui quelle di Giuseppe Carnelli, Pasquale Arzuffi, Vittorio Manini ed una attribuita ad Antonio Cifrondi.

### Monastero

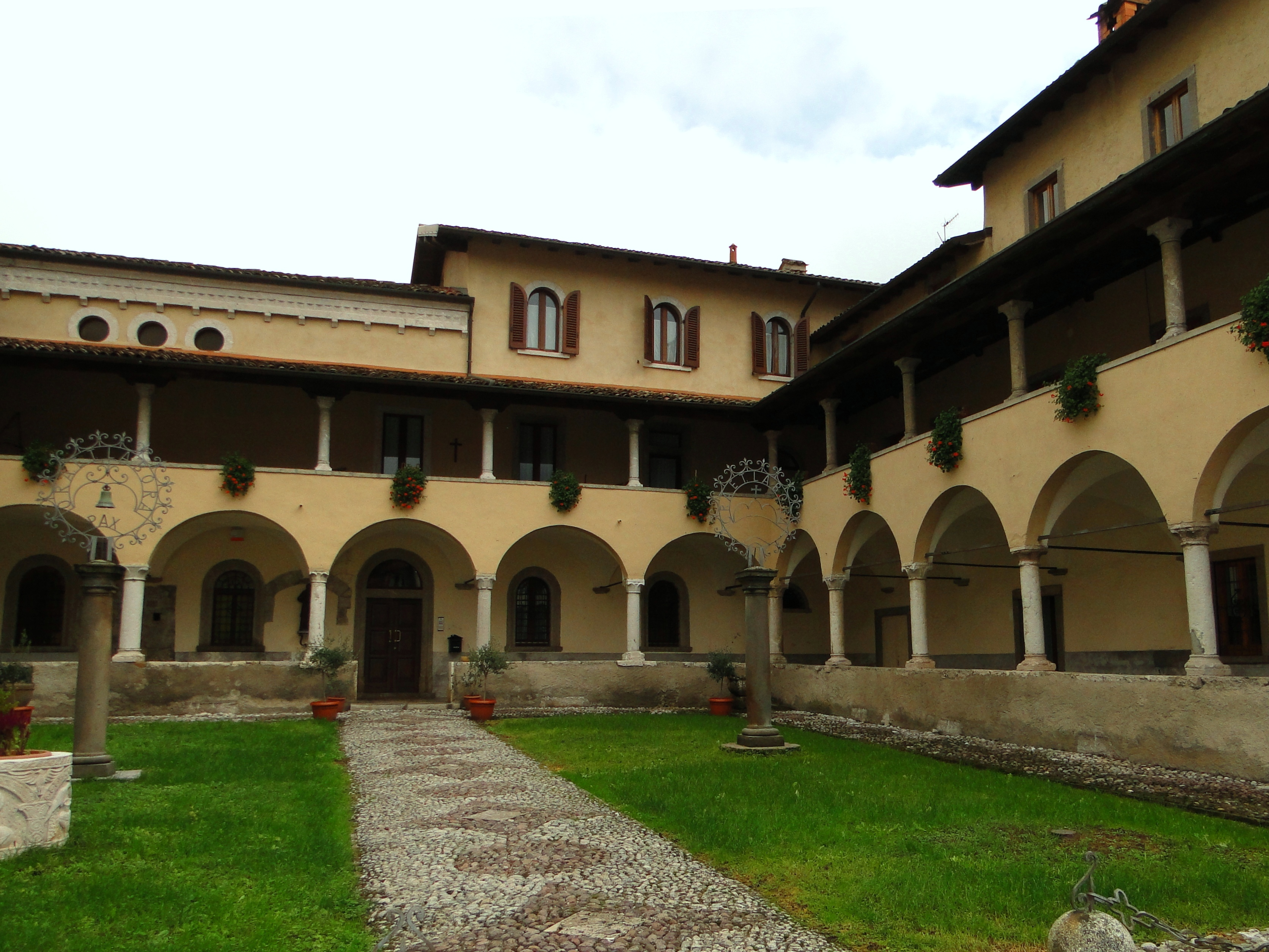
Il chiostro del monastero

La prima struttura dell'edificio monastico, risalente alla prima parte del XII secolo, era costruita in legno, materiale facilmente deteriorabile e danneggiabile, che venne quindi gradualmente sostituito da muratura.
Nel periodo di maggior splendore della comunità monastica, ovvero tra il XIII ed il XIV secolo, il complesso comprendeva due chiostri: uno interno, attiguo alla chiesa, ed uno esterno: il primo è ora completamente scomparso, mentre l'altro, seppur completamente rifatto nel corso dei secoli, è ancora presente anche se soltanto con due soli lati dei quattro originali.
Erano inoltre presenti, oltre alla chiesa di San Benedetto, una sala capitolare, dove i monaci si riunivano per le riunioni e gli atti più importanti, il granaio, l'edificio del torchio ed un portico sull'aia.
Di questa struttura originaria sono rimaste solo un tratto di muratura con un portale ad arco ed un altro portale rimontato poi sul prospetto esterno.
Tutto il resto è stato modificato con interventi successivi, avvenuti per lo più nel XV secolo, quando la congregazione venne dissolta. Venne costruito un nuovo chiostro accanto al lato sud della chiesa, vennero aggiunte al piano terra nuove colonne in marmo con archi in laterizio adornati da affreschi, mentre al piano superiore venne inserita una loggia con montanti in legno.
Inoltre nel transetto fu ricavata sagrestia da cui si accedeva all'edificio monastico, struttura ora adibita a casa del cappellano.
Verso la metà del XIX secolo vennero eseguiti sostanziali interventi di ristrutturazione dell'intero complesso. Venne demolito il lato Nord del chiostro per permettere l'ampliamento della chiesa, da poco elevatasi a Parrocchia.  Il lato occidentale venne invece abbattuto qualche anno più tardi (fine XIX secolo), e le colonne recuperate dalla demolizione vennero utilizzate per il rifacimento della loggia nel 1920, nel'ambito della ristrutturazione della casa parrocchiale.
Nel 1910 venne ricostruita una parte del lato orientale del chiostro, allungandolo verso l'esterno e legandolo alla muratura della chiesa.